# 明治東京地震
明治東京地震（めいじとうきょうじしん）は、1894年（明治27年）6月20日14時4分に東京湾北部（北緯35.7度、東経139.8度）を震源として発生した地震である。南関東直下地震の一つ。地震の規模はマグニチュード 7.0、震度6、震源の深さは約40 - 80キロメートル（km）と推定される。

## 概要
機械式地震計による地震観測が開始された以降であり、1892年に設立された震災予防調査会により詳細な被害調査が行われている。東京の下町と神奈川県横浜市、川崎市を中心に被害をもたらした。
帝国大学理科大学（現在の東京大学理学部）地震学教室によれば、余震が少なく、6月21日および22日には弱震が1回ずつ、微震が数回程度あっただけだった。また、10月7日に発生した東京湾の地震 M 6.7、深さ100kmは最大余震の可能性が指摘されている。

## 被害
被害の中心は東京から横浜にかけての東京湾岸で、建物の全半壊 130棟（東京府 90棟、神奈川県 40棟）、死者 31人（東京市 24人、横浜市 4人、橘樹郡 3人）、負傷者157人。建物の被害は洋風建築の煉瓦建造物の被害が多く、煙突の損壊が目立った事から、煙突地震の異名もある。一方、木造の住宅は破損程度の軽被害にとどまる例が多かった。煉瓦構造物の被害の多さは、短周期の地震動（1秒間に数回以上の揺れ）が大きかったためと考えられている。
区別で見ると、深川区で死者9人、芝区で即死者2人など。また京橋区築地などでも激しい被害があった。
- 浅草の凌雲閣（十二階）：一部損壊し、その後補強工事が施された。
- 四谷の学習院：被害を受けたため、下高田村（現在の目白）に移転。
- 液状化現象：隅田川及び荒川流域及び埼玉県の元荒川などで発生[8]。
- 斜面崩壊：現在の埼玉県飯能市[5]。

### 地震に関する記述
樋口一葉の『水の上日記』に、この地震の被害が聞き書きの形で紹介されている。それによると、四谷の松平家では床の間の壁が崩落、土蔵の腰巻が崩れるという被害があったという。また三田のほうでは液状化現象が発生し、噴砂があったという。また、地震発生同日22時頃に余震があったとも記録されている。
ベルツの日記の同年6月22日（原文のまま）にも「石造やれんが造りの家屋の被害がひどく、木骨家屋の被害は少なく、住宅建築上、一つの教訓になると思う」と記している。
谷崎潤一郎の『幼少時代』には、東京の下町の自宅にいた谷崎が被災した経験が記載されている。彼の地震恐怖症の元になったと言われる。

## メカニズム
震央の位置としては直下型だが、震源がスラブ内地震なのか、フィリピン海プレートと太平洋プレートの境界で発生した地震（プレート境界地震）いずれのタイプの地震であるかは、現在のところ特定されていない。しかし、余震がほとんど観測されていないことや、太平洋プレートの地震特有の東北・関東太平洋側異常震域がないことなどからフィリピン海プレート内部の地震、或いはフィリピン海プレートと太平洋プレートの境界で発生した地震と推定する説もあるほか、当時のGME地震計やユーイング式地震計などでの記録と近代的な地震計での観測記録を比較分析した結果からもフィリピン海プレート内部の地震で有るとの結果が得られている。